# 瘤茎楼梯草
瘤茎楼梯草（学名：Elatostema myrtillus）为荨麻科楼梯草属的植物，是中国的特有植物。分布在中国大陆的湖南、贵州、四川、广西、云南、湖北等地，生长于海拔300米至1,000米的地区，见于石灰岩山从林中以及沟边石上，目前尚未由人工引种栽培。